# Karmic
Karmic est un EP de Nada Surf, sorti en 1996.

## Pistes de l'album
| No | Titre          | Durée |
| -- | -------------- | ----- |
| 1. | Telescope      |       |
| 2. | Sea Knows When |       |
| 3. | Everybody Lies |       |
| 4. | Treehouse      |       |
| 5. | Nothing        |       |
| 6. | Pressure Free  |       |